# Robbie Branscum
Robbie Nell Tilley Branscum (Big Flat, 17 giugno 1934 – San Pablo, 24 maggio 1997) è stata una scrittrice statunitense di libri per bambini e di finzione per i giovani adulti.
Robbie Branscum nacque in una fattoria nell'Arkansas, vicino a Big Flat, nel 1934. Suo padre morì quando aveva soltanto 4 anni. Crebbe insieme ai suoi nonni in un'altra fattoria. Abbandonò la scuola prima del diploma. Continuò a leggere ed a scrivere poesie e canzoni guadagnandosi da vivere con il lavoro nelle fattorie. A 15 anni si sposò con Dwane Branscum. Diede alla luce una figlia e divorziò a 25 anni. 
La sua vita ebbe una svolta importante dopo che il notiziario della sua chiesa, la Southern Baptist, pubblicò un articolo che aveva scritto e in seguito decise di diventare scrittrice. Il suo primo libro fu Me and Jim Luke. 
Branscum pubblico 20 libri in 20 anni tra cui il giallo per ragazzi Il truce assassinio del cane di Bates. 
Ha lavorato con l'agente letterario Barthold Fles. 
I suoi libri sono stati premiati con un Friends of American Writers Award (1977) e con un Edgar Award (1983). 
Robbie morì per un attacco di cuore nel 1997 nella sua casa a San Pablo.

## Libri
- Me e Jim Luke
- Tre guerre di Billy Joe Treat
- Johnny May
- Toby, Granny e John
- Tre secchi di luce diurna
- Per la somma di Hickory Stick
- Il più brutto ragazzo
- Per amore di Jody
- Il risparmio di PS
- Toby Alone
- Il truce assassinio del cane di Bates
- Cheater e Dick Flitter
- Spud Tackett
- Le avventure di Johnny May
- Le ragazze
- Johnny May è cresciuto
- Cameo Rose
- Old Blue Tiley
- Le ragazze di Pa